# Château de Dardagny
Das Château de Dardagny ist ein Schloss in Dardagny im Schweizer Kanton Genf.

## Geschichte
Zu Beginn seines Bestehens im 13. Jahrhundert bestand die Anlage aus zwei durch eine Strasse geteilten Schlössern. Jedes gehörte einer von zwei noblen Familien aus Dardagny. Verbunden wurden sie durch eine Galerie im Jahr 1655. 1721 ging das Schloss an den Holländer Jean Vasserot, der den Innenhof überdachte. Sein Sohn trieb die Umbauten weiter voran und richtete eine Eingangshalle ein.
1779 erbte Jacques-Antoine Horngacher das Schloss. Dieser führte die letzten grossen Bauarbeiten durch.
1904 kaufte die Gemeinde Dardagny das Schloss. Aufgrund des Verfalls wollte sie es zuerst abreissen und dort eine Schule bauen, das Projekt scheiterte jedoch an massiven Protesten. 1926 entschied sich die Gemeinde dazu, das Schloss zu restaurieren, nachdem die Entscheidung aufgrund des Ersten Weltkrieges verzögert wurde. Seitens der Eidgenossenschaft wurden 11'250 Franken bereitgestellt, die Gesamtkosten wurden jedoch auf 250'000 Franken geschätzt. Aufgrund dieser Summe entschied sich der Regierungsrat des Kantons Genf dazu einen Kredit aufzunehmen. Nach mehrjährigen Arbeiten in sechs Etappen wurde das Schloss am 11. September 1932 eröffnet. 1978 bekam das Dorf mit dem Schloss den Wakkerpreis.
Heute wird das Gebäude als Schule und Rathaus verwendet.

## Gebäude
Das Schloss zeichnet sich durch seine vier Türme aus und ist vor allem aufgrund seines Rittersaals und der Trompe-l’oeil-Gemälde aus dem 18. Jahrhundert bekannt.

## Fotos

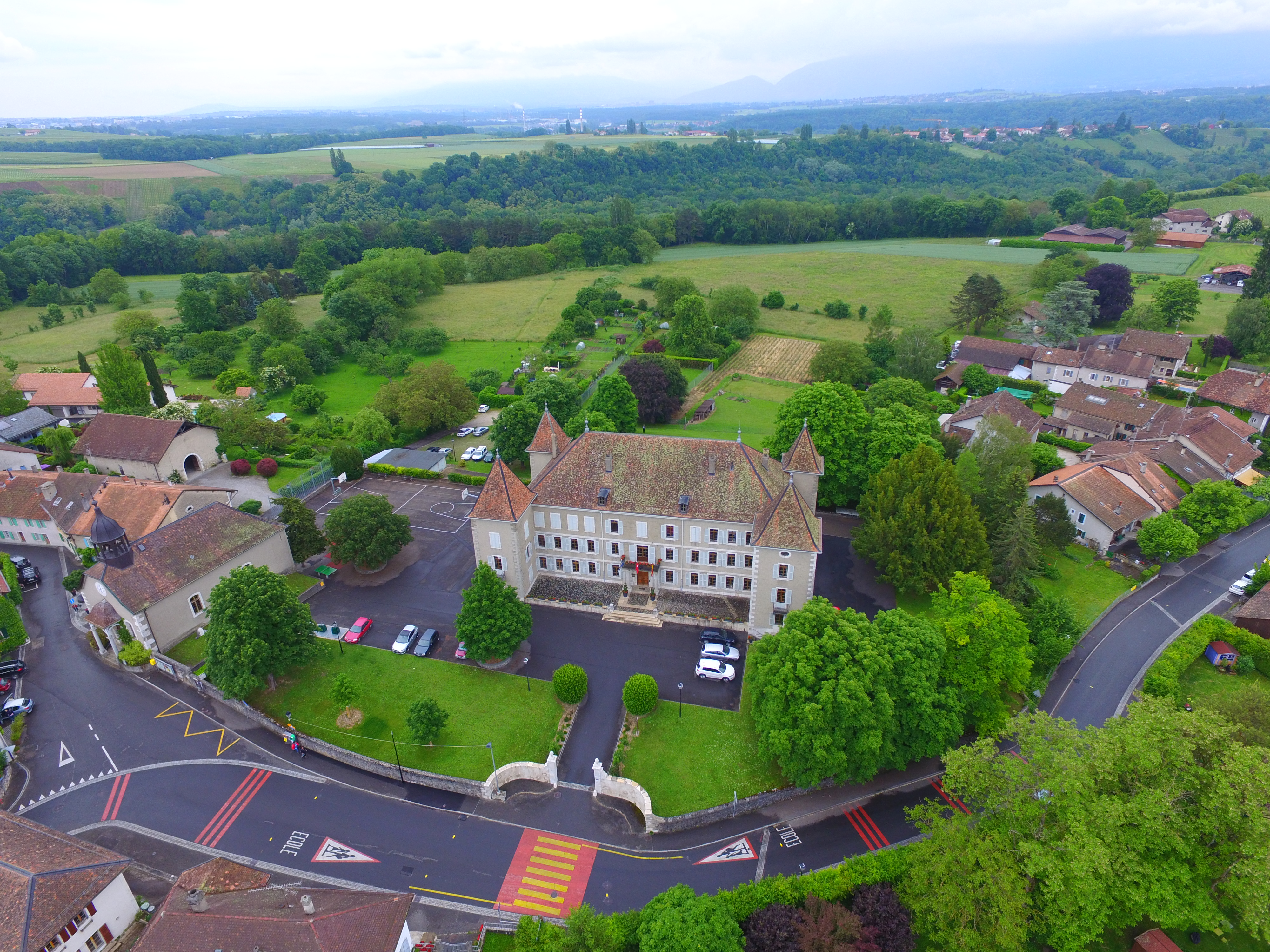
Luftaufnahme
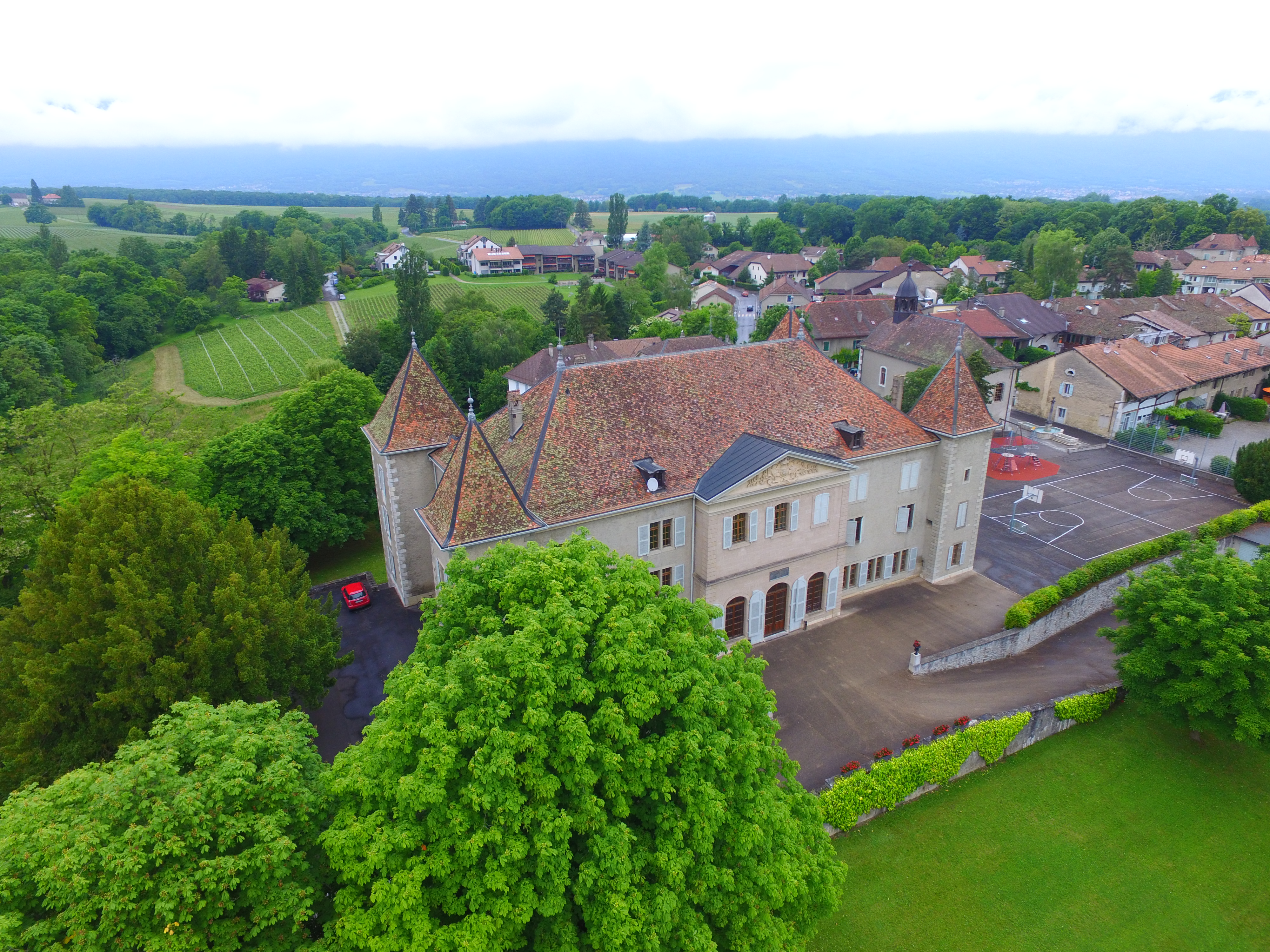
Luftaufnahme
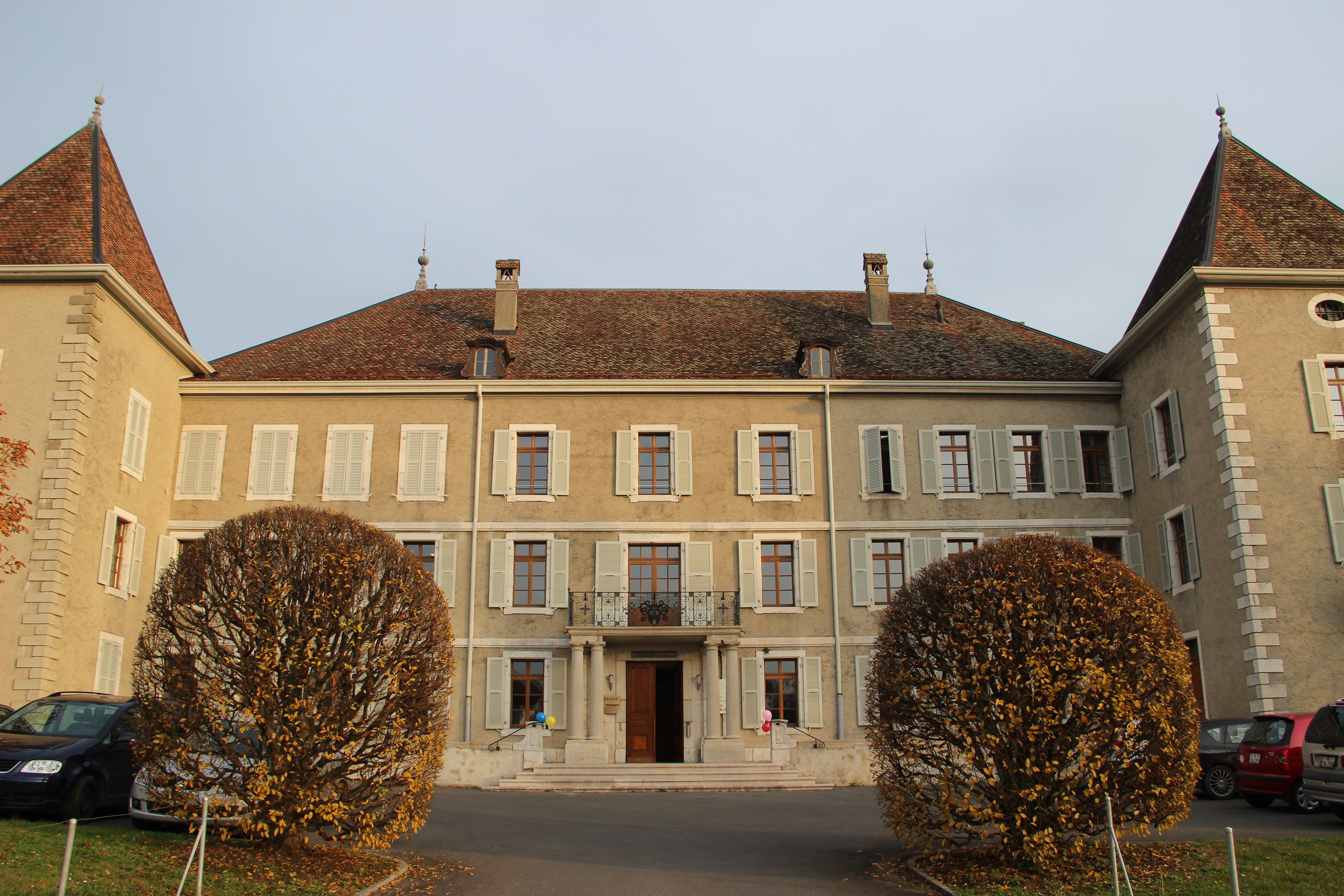
Vorderansicht
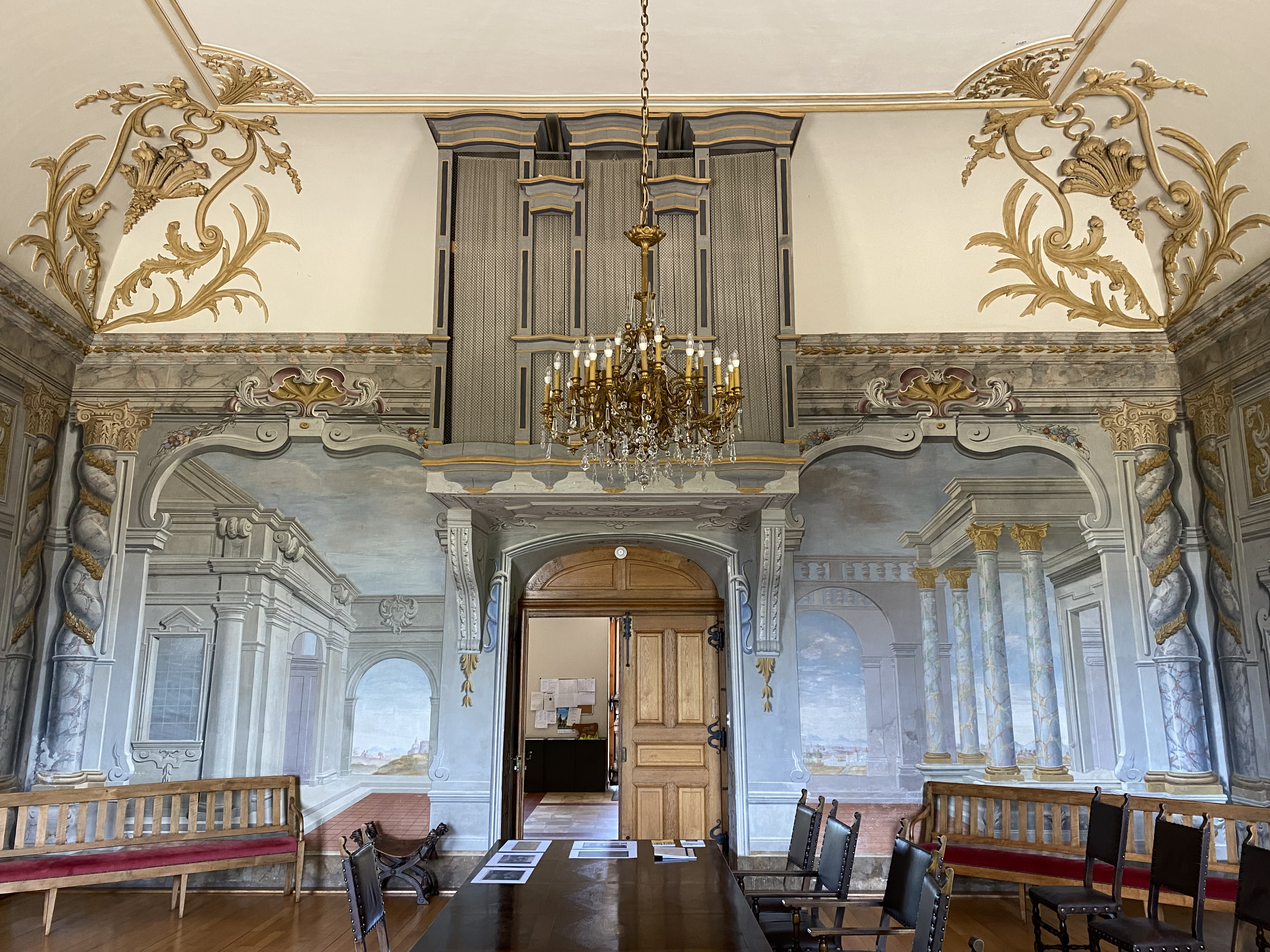
Rittersaal
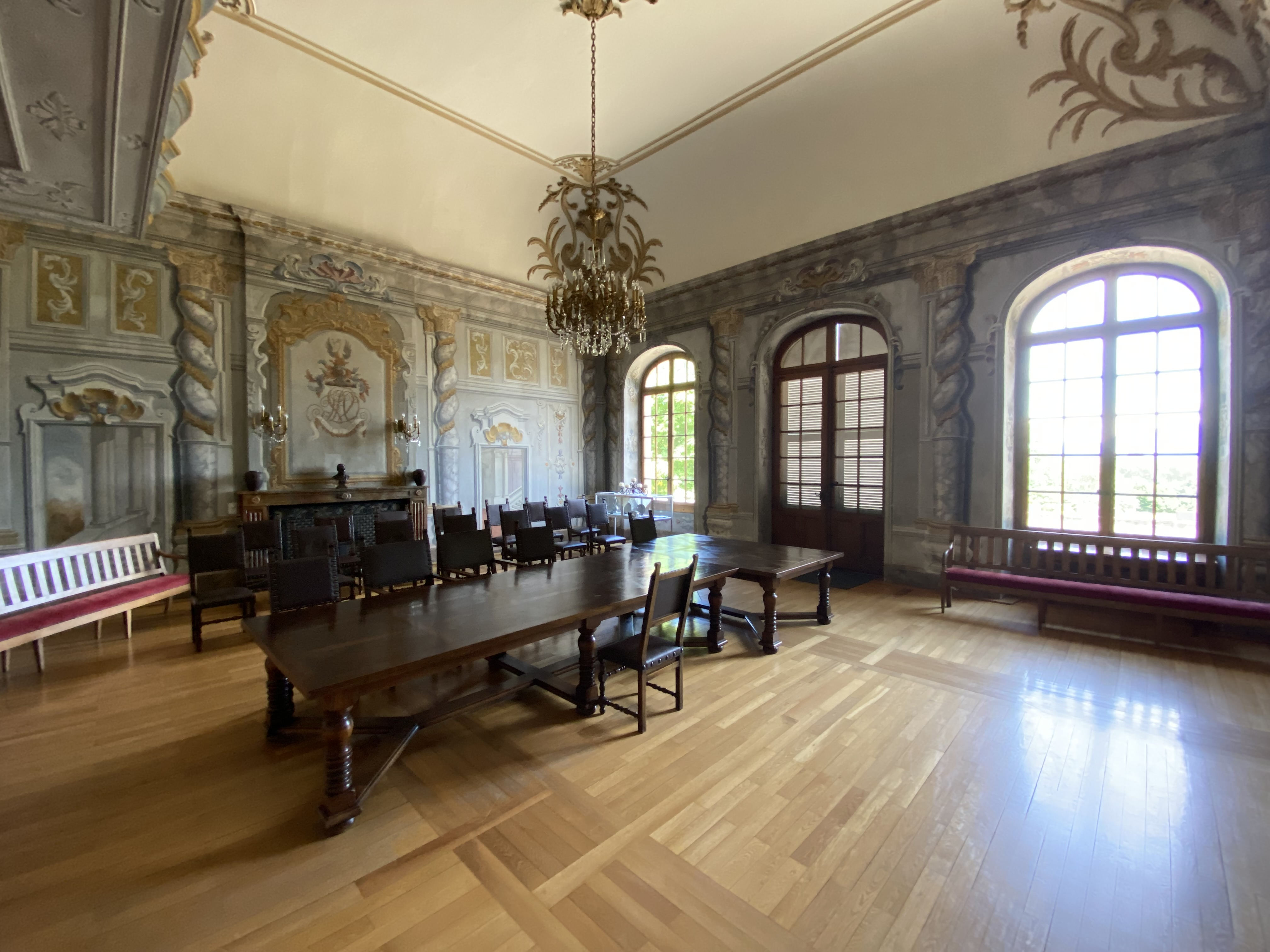
Rittersaal
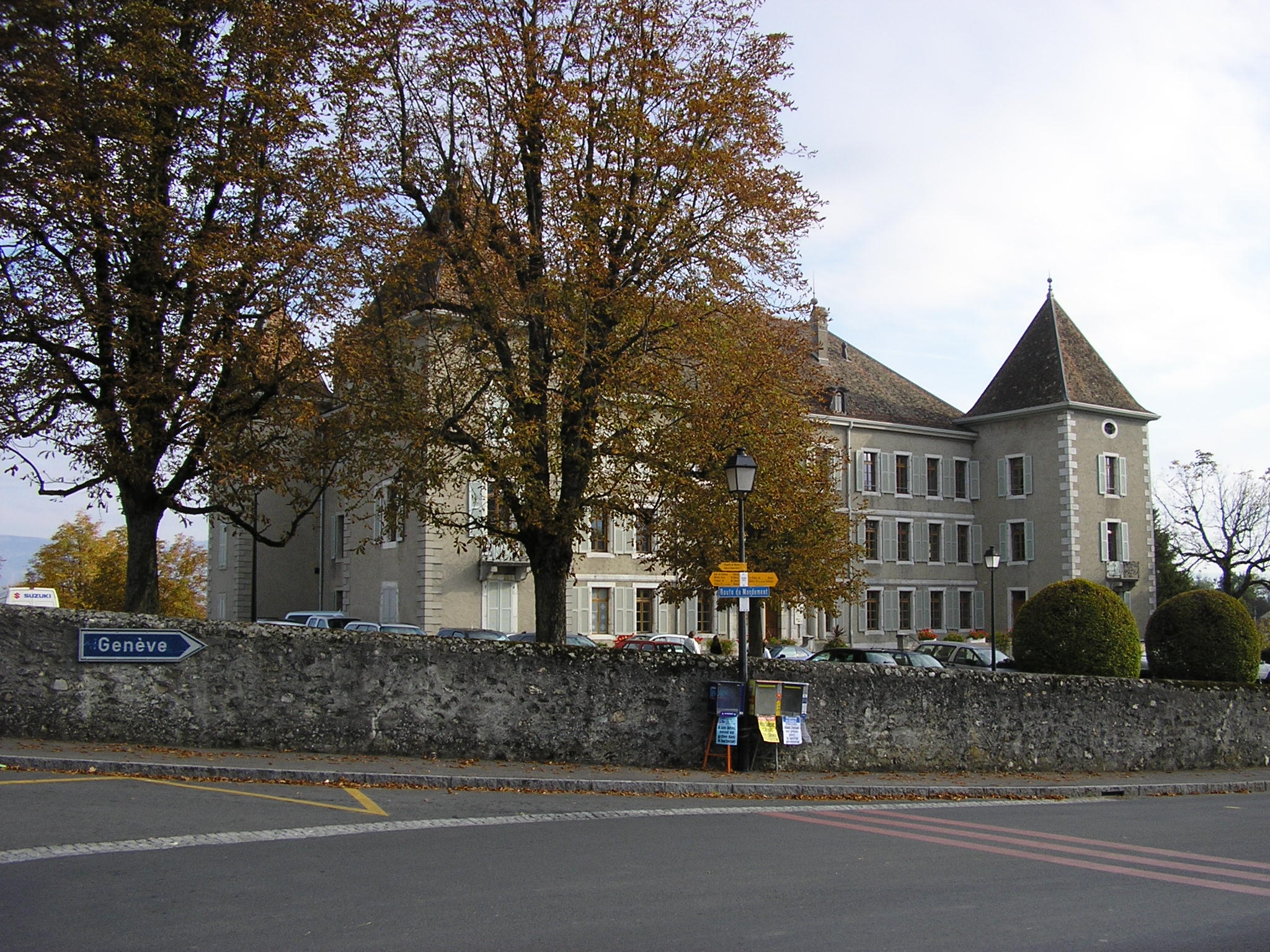
Das Schloss im Herbst